# Tjuwaliyn
Tjuwaliyn (Douglas) Hot Springs Nature Park är en park i Australien. Den ligger i territoriet Northern Territory, omkring 160 kilometer sydost om territoriets huvudstad Darwin. Tjuwaliyn ligger 76 meter över havet.
Trakten runt Tjuwaliyn är nära nog obefolkad, med mindre än två invånare per kvadratkilometer.. Det finns inga samhällen i närheten.
Omgivningarna runt Tjuwaliyn är huvudsakligen savann. Genomsnittlig årsnederbörd är 1 532 millimeter. Den regnigaste månaden är januari, med i genomsnitt 364 mm nederbörd, och den torraste är juni, med 1 mm nederbörd.